# 9196 Сукаґава
9196 Сукаґава (9196 Sukagawa) — астероїд головного поясу, відкритий 27 листопада 1992 року.
Тіссеранів параметр щодо Юпітера — 3,650.
Названо на честь міста Сукаґава (яп. すかがわ(須賀川) сукаґава).